# Domènec Balmanya
Domènec Balmanya Parera (Gerona, 29 december 1914 - Barcelona, 14 februari 2002) was een Spaans voetballer en voetbalcoach. Hij is vooral bekend van zijn periode als speler en trainer bij FC Barcelona.

## Loopbaan als speler
Balmanya speelde vanaf 1935 als middenvelder voor FC Barcelona, nadat hij eerder uitkwam voor Girona FC. In 1936 brak echter de Spaanse Burgeroorlog uit en om de spelers te beschermen, ging FC Barcelona op tournee door Mexico. Toen de burgeroorlog was geëindigd kwam de club terug naar Spanje. Balmanya werd echter gezien als landverrader door de fascistische regering en hij werd voor twee jaar gevangengezet. Vervolgens speelde de middenvelder voor het Franse FC Sète, waarmee hij in 1939 de Ligue 1 won. Van 1941 tot 1944 speelde Balmanya weer voor FC Barcelona. In totaal speelde hij 157 wedstrijden voor de Catalaanse club en in 1942 won Balmanya de Copa de España. Na een periode bij Gimnàstic de Tarragona sloot Balmanya bij UE Sant Andreu zijn loopbaan als voetballer af.

## Loopbaan als coach
In 1956 keerde Balmanya terug als trainer van FC Barcelona, nadat voorzitter Francesc Miró-Sans had besloten dat er een trainer moest komen die succesvol was geweest als speler van Barça. Coach Balmanya leidde FC Barcelona in 1957 naar de Copa del Generalísimo en in 1958 naar de Jaarbeursstedenbeker. Na zijn periode bij FC Barcelona was Balmanya nog werkzaam bij verschillende andere Spaanse clubs en in 1966 won hij met Atlético Madrid de landstitel. Van 1966 tot 1968 was Balmanya bondscoach van Spanje.